# Панамериканский Кубок по волейболу среди женщин 2009
8-й розыгрыш Панамериканского Кубка по волейболу среди женщин прошёл с 26 июня по 4 июля 2009 года в Майами (США) с участием 11 национальных сборных команд стран-членов NORCECA и CSV. Победителем во второй раз в своей истории стала сборная Бразилии.

## Команды-участницы
- NORCECA: Гватемала, Доминиканская Республика, Канада, Коста-Рика, Мексика, Пуэрто-Рико, США, Тринидад и Тобаго.
- CSV: Аргентина, Бразилия, Перу.

От участия отказалась первоначально заявленная Колумбия.

## Система проведения турнира
11 команд-участниц на предварительном этапе разбиты на две группы. Победители групп напрямую выходят в полуфинал плей-офф. Команды, занявшие в группах 2-е и 3-и места, выходят в четвертьфинал и определяют ещё двух участников полуфинала. Полуфиналисты по системе с выбыванием определяют призёров первенства. Итоговые 5—8-е места также по системе с выбыванием разыгрывают проигравшие в 1/4-финала и победители матчей между командами, занявшими в группах предварительного этапа 4—5-е места.

## Предварительный этап

### Группа А
| М | Команда     | 1   | 2   | 3   | 4   | 5   | 6   | И | В | П | С/П  | О  |
| - | ----------- | --- | --- | --- | --- | --- | --- | - | - | - | ---- | -- |
| 1 | США         |     | 3:1 | 3:0 | 3:0 | 3:0 | 3:0 | 5 | 5 | 0 | 15:1 | 10 |
| 2 | Пуэрто-Рико | 1:3 |     | 3:0 | 3:0 | 3:0 | 3:0 | 5 | 4 | 1 | 13:3 | 9  |
| 3 | Перу        | 0:3 | 0:3 |     | 3:0 | 3:0 | 3:0 | 5 | 3 | 2 | 9:6  | 8  |
| 4 | Коста-Рика  | 0:3 | 0:3 | 0:3 |     | 3:1 | 3:0 | 5 | 2 | 3 | 6:10 | 7  |
| 5 | Мексика     | 0:3 | 0:3 | 0:3 | 1:3 |     | 3:0 | 5 | 1 | 4 | 4:13 | 6  |
| 6 | Гватемала   | 0:3 | 0:3 | 0:3 | 0:3 | 0:3 |     | 5 | 0 | 5 | 1:15 | 5  |

26 июня: Пуэрто-Рико — Гватемала 3:0 (25:9, 25:15, 25:18); Перу — Мексика 3:0 (25:13, 25:15, 25:10); США — Коста-Рика 3:0 (25:7, 25:6, 25:16).
27 июня: Перу — Коста-Рика 3:0 (25:14, 25:10, 25:11); Пуэрто-Рико — Мексика 3:0 (25:18, 25:15, 25:21); США — Гватемала 3:0 (25:7, 25:12, 25:7).
28 июня: Коста-Рика — Гватемала 3:0 (25:16, 25:17, 25:21); Пуэрто-Рико — Перу 3:0 (25:17, 25:19, 25:23); США — Мексика 3:0 (25:19, 25:14, 25:11).
29 июня: Мексика — Гватемала 3:0 (25:23, 25:12, 25:12); Пуэрто-Рико — Коста-Рика 3:0 (25:21, 25:18, 25:11); США — Перу 3:0 (25:22, 25:21, 26:24).
30 июня: Перу — Гватемала 3:0 (25:9, 25:13, 25:15); Коста-Рика — Мексика 3:1 (25:15, 25:20, 24:26, 25:23); США — Пуэрто-Рико 3:1 (25:15, 25:20, 24:26, 25:23.

### Группа В
| М | Команда                  | 1   | 2   | 3   | 4   | 5   | И | В | П | С/П  | О |
| - | ------------------------ | --- | --- | --- | --- | --- | - | - | - | ---- | - |
| 1 | Доминиканская Республика |     | 3:2 | 3:1 | 3:1 | 3:0 | 4 | 4 | 0 | 12:4 | 8 |
| 2 | Бразилия                 | 2:3 |     | 3:1 | 3:0 | 3:0 | 4 | 3 | 1 | 11:4 | 7 |
| 3 | Аргентина                | 1:3 | 1:3 |     | 3:1 | 3:0 | 4 | 2 | 2 | 8:7  | 6 |
| 4 | Канада                   | 1:3 | 0:3 | 1:3 |     | 3:0 | 4 | 1 | 3 | 5:9  | 5 |
| 5 | Тринидад и Тобаго        | 0:3 | 0:3 | 0:3 | 0:3 |     | 4 | 0 | 4 | 1:12 | 4 |

 Колумбия — отказ.
26 июня: Доминиканская Республика — Аргентина 3:1 (24:26, 25:13, 25:18, 27:25); Бразилия — Канада 3:0 (25:11, 25:12, 25:13).
27 июня: Аргентина — Тринидад и Тобаго 3:0 (25:6, 25:15, 25:8); Доминиканская Республика — Канада 3:1 (23:25, 25:17, 25:21, 25:21).
28 июня: Доминиканская Республика — Тринидад и Тобаго 3:0 (25:6, 25:7, 25:14); Бразилия — Аргентина 3:1 (26:24, 18:25, 25:13, 25:18).
29 июня: Бразилия — Тринидад и Тобаго 3:0 (25:11, 25:14, 25:9); Аргентина — Канада 3:1 (25:16, 25:22, 23:25, 25:17).
30 июня: Канада — Тринидад и Тобаго 3:0 (25:21, 25:10, 25:23); Доминиканская Республика — Бразилия 3:2 (25:23, 19:25, 18:25, 25:23, 15:13).

## Плей-офф

### Четвертьфинал за 1—8 места
2 июля
Бразилия — Перу 3:0 (25:11, 25:19, 25:14)
Пуэрто-Рико — Аргентина 3:1 (25:18, 17:25, 25:19, 25:19)

### Четвертьфинал за 5—11 места
2 июля
Канада — Мексика 3:2 (23:25, 25:14, 25:17, 20:25, 15:12)
Коста-Рика — Тринидад и Тобаго 3:0 (25:16, 25:15, 25:18)

### Полуфинал за 1—4 места
3 июля
Бразилия — США 3:1 (22:25, 25:22, 25:19, 25:14)
Доминиканская Республика — Пуэрто-Рико 3:2 (34:36, 22:25, 25:23, 25:21, 15:9)

### Полуфинал за 5—8 места
3 июля
Перу — Канада 3:1 (29:27, 25:13, 16:25, 25:21)
Аргентина — Коста-Рика 3:0 (25:22, 25:22, 25:16)

### Полуфинал за 9—10 места
3 июля
Мексика — Тринидад и Тобаго 3:2 (18:25, 25:15, 20:25, 25:23, 15:13)

### Матч за 10-е место
4 июля
Тринидад и Тобаго — Гватемала 3:0 (25:15, 25:16, 25:22)

### Матч за 7-е место
4 июля
Канада — Коста-Рика 3:0 (25:20, 25:13, 25:19)

### Матч за 5-е место
4 июля
Перу — Аргентина 3:2 (27:25, 25:20, 16:25, 19:25, 17:15)

### Матч за 3-е место
4 июля
Пуэрто-Рико — США 3:1 (25:22, 20:25, 25:21, 25:20)

### Финал
4 июля
Бразилия — Доминиканская Республика 3:0 (25:18, 25:20, 25:14)

## Итоги

### Положение команд
| Бразилия                 |
| Доминиканская Республика |
| Пуэрто-Рико              |
| 4. США                   |
| 5. Перу                  |
| 6. Аргентина             |
| 7. Канада                |
| 8. Коста-Рика            |
| 9. Мексика               |
| 10. Тринидад и Тобаго    |
| 11. Гватемала            |

По итогам розыгрыша путёвки на Гран-при-2010 получили Доминиканская Республика, Пуэрто-Рико, США (три лучшие команды от NORCECA) и Бразилия (лучшая команда от CSV).

### Призёры
Бразилия: Фабиана Марселино Клаудино, Ана Тьеми Такагуи, Марианне Штейнбрехер (Мари), Каролин Гаттас, Таиса Дахер ди Менезис, Даниэль Родригис Линс (Дани Линс), Велисса ди Соуза Гонзага (Сасса), Наталия Перейра, Шейла Таварес ди Кастро, Фабиана Алвин ди Оливейра (Фаби), Аденизия Феррейра Силва, Режиане Бидиас, Жойс Гомес да Силва (Жосинья), Камила де Паула Брайт. Главный тренер — Жозе Роберто Гимарайнс (Зе Роберто).
  Доминиканская Республика: Аннерис Варгас Вальдес, Элиса Эва Мехия Лисвель, Бренда Кастильо, Ниверка Марте Фрика, Нурис Ариас Доне, Милагрос Кабраль де ла Крус, Жоселина Родригес Сантос, Карла Эченике, Присилья Ривера Бренс, Марифранчи Родригес, Джина Альтаграсиа Мамбру, Бетания де ла Крус де Пенья. Главный тренер — Маркос Квик.
  Пуэрто-Рико: Дебора Сейлхамер, Вильмари Мохика, Татьяна Энкарнасьон, Сара Альварес, Яримар Роса, Аурея Круз, Росели Перес, Карина Окасио, Аня Руис, Ямилеска Янтин, Джессика Канделарио, Алехандра Окендо, Шейла Окасио. Главный тренер — Карлос Кардона.

### Индивидуальные призы
MVP:  Бетания де ла Крус де Пенья
Лучшая нападающая:  Юлисса Самудио
Лучшая блокирующая:  Даниэль Скотт-Арруда
Лучшая на подаче:  Бетания де ла Крус де Пенья
Лучшая на приёме:  Ванесса Паласиос
Лучшая в защите:  Николь Дэвис
Лучшая связующая:  Вилмари Мохика
Лучшая либеро:  Ванесса Паласиос
Самая результативная:  Аурея Крус